# Anthracites
Anthracites is een geslacht van rechtvleugeligen uit de familie sabelsprinkhanen (Tettigoniidae). De wetenschappelijke naam van dit geslacht is voor het eerst geldig gepubliceerd in 1891 door Redtenbacher.

## Soorten
Het geslacht Anthracites omvat de volgende soorten:
- Anthracites apoensis Hebard, 1922
- Anthracites discolateralis Karny, 1931
- Anthracites femoralis Dohrn, 1905
- Anthracites geniculatus Dohrn, 1905
- Anthracites humeralis Karny, 1931
- Anthracites major Hebard, 1922
- Anthracites nakanaiensis Naskrecki & Rentz, 2010
- Anthracites nigrifrons Karny, 1912
- Anthracites nitidus Redtenbacher, 1891
- Anthracites rufus Ingrisch, 1998
- Anthracites tibialis Karny, 1931
- Anthracites zebra Hebard, 1922